# غوفر رملي
غوفر رملي (الاسم العلمي: Geomys arenarius) (بالإنجليزية: Desert Pocket Gopher.)‏ هو نوع من القوارض يتبع جنس الغوفر من الفصيلة الغوفرية.